# Sahr Senesie
Sahr Senesie (ur. 20 czerwca 1985 w Koindu) – niemiecki piłkarz pochodzący ze Sierra Leone, występujący w na pozycji lewego pomocnika.

## Kariera
Zaczynał karierę w SV Tasmania Gropiusstadt 73, później występował w VfB Neukölln skąd w 2000 roku trafił do Borussii Dortmund. W 2002 roku podpisał profesjonalny kontrakt z drużyną z Westfalenstadion i zaczął występować w drużynie amatorskiej Borussii. Wystąpił 21 razy w Bundeslidze i 27 razy w Regionallidze zanim przeniósł się na półroczne wypożyczenie do szwajcarskiego Grasshopper Club, gdzie nie zdołał wywalczyć miejsca w składzie. Powrócił do Borussii, by niemal natychmiast trafić do TSG Hoffenheim. Przez roczny okres gry w tym klubie zagrał w 25 spotkaniach zdobywając 5 bramek. W sezonie 2006/2007 występował już w amatorach Borussii, będąc ich najlepszym strzelcem z 10 bramkami w 27 meczach. W latach 2008–2010 grał w Eintrachcie Trewir, a następnie odszedł do FC Homburg.